# PSV Eindhoven
Philips Sport Vereniging, zkráceně PSV, mezinárodně známý jako PSV Eindhoven, je slavný nizozemský fotbalový klub z Eindhovenu. Je mnohonásobným mistrem nejvyšší nizozemské Eredivisie, vítězem PMEZ z roku 1988 a Poháru UEFA. Kádrem klubu prošlo mnoho slavných hráčů jako Ruud Gullit, Romário, Ronaldo a Ruud van Nistelrooy.
Úhlavním rivalem PSV Eindhoven je Ajax Amsterdam, jde totiž o dva z nejúspěšnějších nizozemských týmů, oba navíc tradičně praktikují odlišný přístup k fotbalu. Zatímco PSV se drží rozestavení 4-2-3-1 nebo 4-3-1-2, v Ajaxu preferují spíše 4-3-3.
Po celou dobu hraje na stadionu Philips.

## Historie

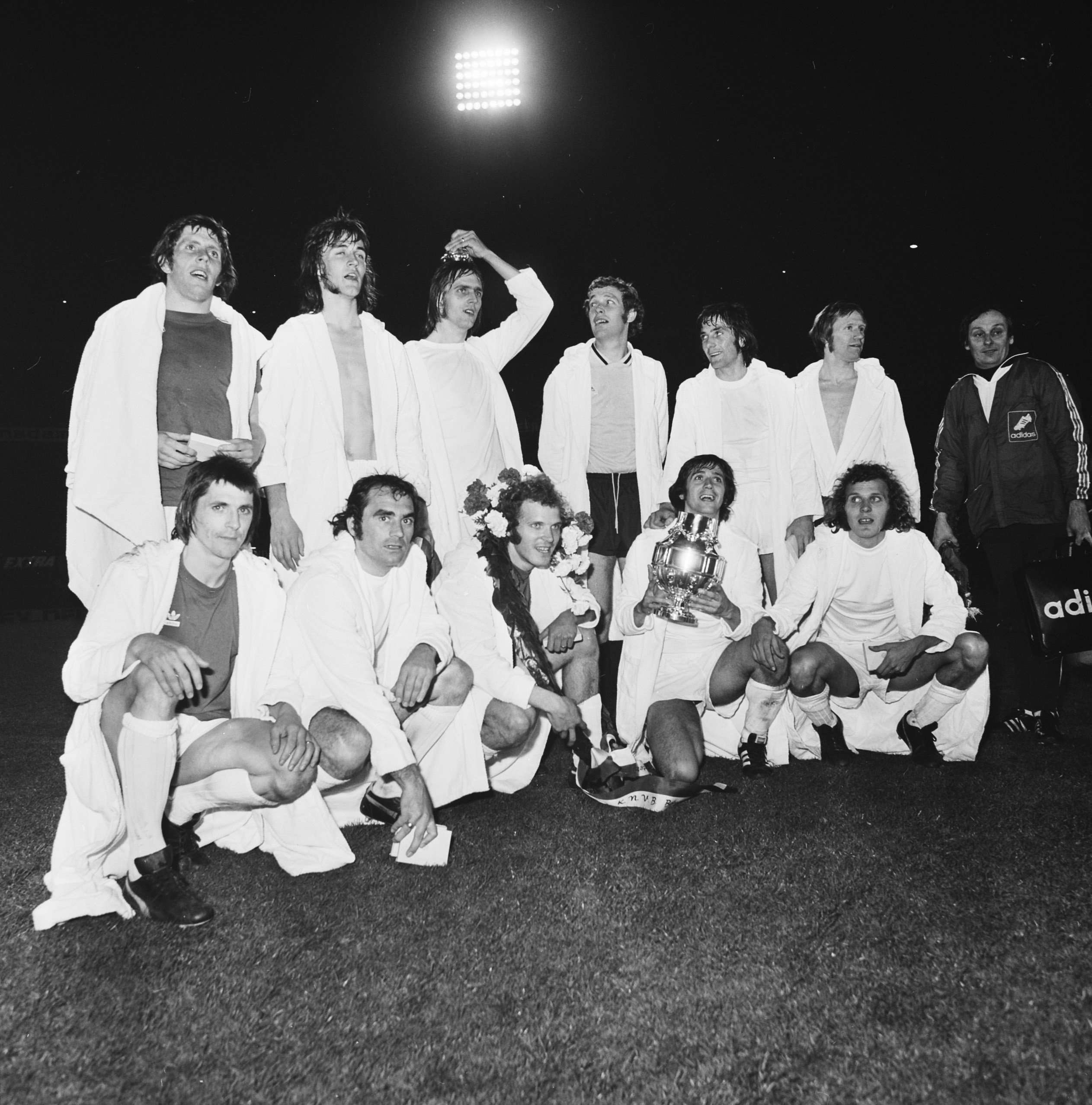
Mužstvo PSV ve finále domácího poháru roku 1974 porazilo 6:0 tým NAC Breda

Klub PSV Eindhoven byl založen v roce 1913 pro zaměstnance firmy Philips při oslavách sta let od založení Nizozemska.
Jeho předchůdce vznikl už 12. prosince 1910, ten ale roku 1913 zanikl.
Od roku 1926 je nepřetržitě v nejvyšší lize. První titul mistra získal v roce 1929.
Později, roku 1931, byl na dosah druhému titulu, jeho naděje však ve finále pohřbil soupeř v podobě amsterdamského Ajaxu.
První velký úspěch na mezinárodní scéně přišel v roce 1978, kdy tým vyhrál Pohár UEFA. Následující rok v listopadu 1979 utrpěl prohru 0:6 na půdě AS Saint-Étienne, nejvyšší dosavadní prohru v evropských pohárech (aktuální k r. 2020).

### Nejúspěšnější éra týmu pod Guusem Hiddinkem
Roku 1986 vedl tým technický ředitel Hans Kraay starší, jehož cílem byla obhajoba mistrovského titulu se sezóny 1985/86.
Na jaře jej ale nahradil jeho asistent Guus Hiddink v momentě, kdy PSV ztrácelo na Ajax tři body. Hiddink předehnal konkurenta a během 10 ligových zápasů dovedl tým okolo Ruuda Gullita, Erica Geretse a Ronalda Koemana na vrchol, zatímco druhý Ajax v konečné tabulce ztrácel šest bodů.
Navzdory odchodu Gullita do AC Milán za rekordní přestupovou částku 6 milionů £ (anglických liber) se PSV vydalo vstříc své nejúspěšnější sezóny v historii.
Nizozemskou ligu odstartovalo vítěznou sérii napříč 17 zápasy čítající vítězství nad Utrechtem 9:0, nad Dordrechtem 7:0, nad Den Bosch 6:1, nad Ajaxem 4:2 a nad Feyenoordem 3:1, přičemž právě Ajax měl tým zahrnující Bergkampa, Blinda, Rijkaarda či Wintera.
PSV tak navázalo na ligová vítězství z minulé sezóny a série 22 ligových výher za sebou náleží k těm vůbec nejdelším v dějinách evropského ligového fotbalu.
Obdobně suverénně si tým počínal i v domácím poháru KNVB beker.
Evropské poháry přisoudily PSV turecký tým Galatasaray. Úvodní domácí utkání svěřenci Hiddinka vyhráli 3:0 a na turecké půdě ubránili postupový výsledek 0:2. V dalším kole na hřišti Rapidu Vídeň vyhrálo PSV 2:1 a doma na toto skóre navázalo domácí výhrou 2:0. Před čtvrtfinálem s francouzským mistrem Bordeaux se nizozemského týmu držela forma 23 utkání/22 výher. Ve Francii skončilo utkání remízou 1:1, zatímco v lize PSV kromě několika remíz znovu pokořilo Ajax (1:0) a pokročilo v domácím poháru výhrou (1:0) v prodloužení nad Den Bosch. Doma proti Bordeaux se opět ukázala defenzivní síla týmu v čele s Koemanem a van Aerlem, když Hiddink uhrál postačující remízu 0:0 a postoupil díky pravidlu venkovních gólů. Stejný scénář dostalo semifinále s Realem Madrid – venkovní remíza na Santiago Bernabéu 1:1 následovaná domácí remízou 0:0. Trenér Hiddink tedy dokázal udržet čisté konto ve všech evropských utkáních na domácí půdě. Ve finále se PSV střetlo s Benficou Lisabon a šlo o první finále Eindhoven v Poháru mistrů evropských zemí (PMEZ). Opatrné utkání dospělo do prodloužení a následně k penaltovému rozstřelu, ve kterém PSV Eindhoven uspěl 6:5.
Ligová obhajoba se zdařila s náskokem 9 bodů nad Ajaxem, ze 34 utkání PSV vyhrálo 27 a prohrálo jen dvě včetně toho druhého s Feyenoordem na jaře. Tým v průměru vstřelil 3–4 góly na zápas a 28 gólů inkasoval. V pohárovém finále o KNVB beker přemohl Rodu Kerkrade 3:2 v prodloužení, ačkoli v utkání dvakrát prohrával. O obě vyrovnání se zasloužil kapitán Gerets, rozhodující gól vstřelil Søren Lerby. Ziskem treblu (tedy domácí liga, domácí pohár a evropský PMEZ) tak jako třetí tým v evropské historii dorovnal počin Celticu z roku 1967 a Ajaxu z roku 1972.

### 90. léta
V ročníku 1994/1995 se na trenérskou pozici dostal Dick Advocaat, jehož možnosti do útoku čítaly jednak Luca Nilise a jednak novou brazilskou posilu, a to 17letého Ronalda. Cenu pro nejlepšího hráče nizozemské ligy obdržel Nilis, korunu střelců zase Ronaldo.
Ronaldových třicet branek ale stačilo pouze na třetí příčku.
V další sezóně si střeleckou korunu pro sebe uzmul právě Nilis, zraněný Ronaldo se vzmohl na 12 branek. Útočná síla opět nestačila na titul, PSV skončilo druhé a Ajax první.

### Tři roky pod Ericem Geretsem
Před ročníkem 1999/00 se trenérské pozice ujmul bývalý hráč Eindhovenu Eric Gerets, který mužstvo napoprvé dovedl k ligovému prvenství s náskokem 16 bodů před Heerenveenem, zatímco Ajax skončil pátý.
Fanoušky mohla těšit také výhra nad Ajaxem 4:0.
Před budoucími výzvami tým posílil o útočníka Mateju Kežmana, za něhož Partizanu zaplatil 8 milionů £ (anglických liber).
Ten měl utvořit útočný tandem společně s Ruudem van Nistelrooyem opírající se o práci hráčů více vzadu jako byli Mark van Bommel, Johann Vogel anebo Dennis Rommedahl.
Zatímco na domácí scéně se PSV snažilo obhájit titul, ve skupině Ligy mistrů do další fáze neproniklo a tak se muselo spokojit s „přestupem“ do Poháru UEFA. Od porážky s belgickým Anderlechtem začátkem listopadu zahájil tým sérii neporazitelnosti, která trvala do únorové odvety 4. kola Poháru UEFA proti Parmě.
Přes ni postoupil díky pravidlu venkovních gólů do čtvrtfinále, kde byl již vyřazen Kaiserslauternem. Nizozemskou ligu PSV ovládlo s náskokem 17 bodů nad Feyenoordem.
V další sezóně 2001/02 se PSV muselo sklonit před Ajaxem, který mu první místo odepřel. Nastalo totiž oslabení v útoku, když se van Nistelrooy vydal do Anglie a porce Kežmanových gólů se snížila z 31 na 20.
Podařilo se však udržet nadějného obránce Kevina Hoflanda. Podobně jako minulý rok, i tentokrát putoval tým z Ligy mistrů do Poháru UEFA. Tam jeho tažení skončilo opět ve čtvrtfinále a až po penaltovém rozstřelu prošel dál Feyenoord,
ten soutěž nakonec vyhrál. Gerets po této sezóně odešel.

### Hiddinkův návrat

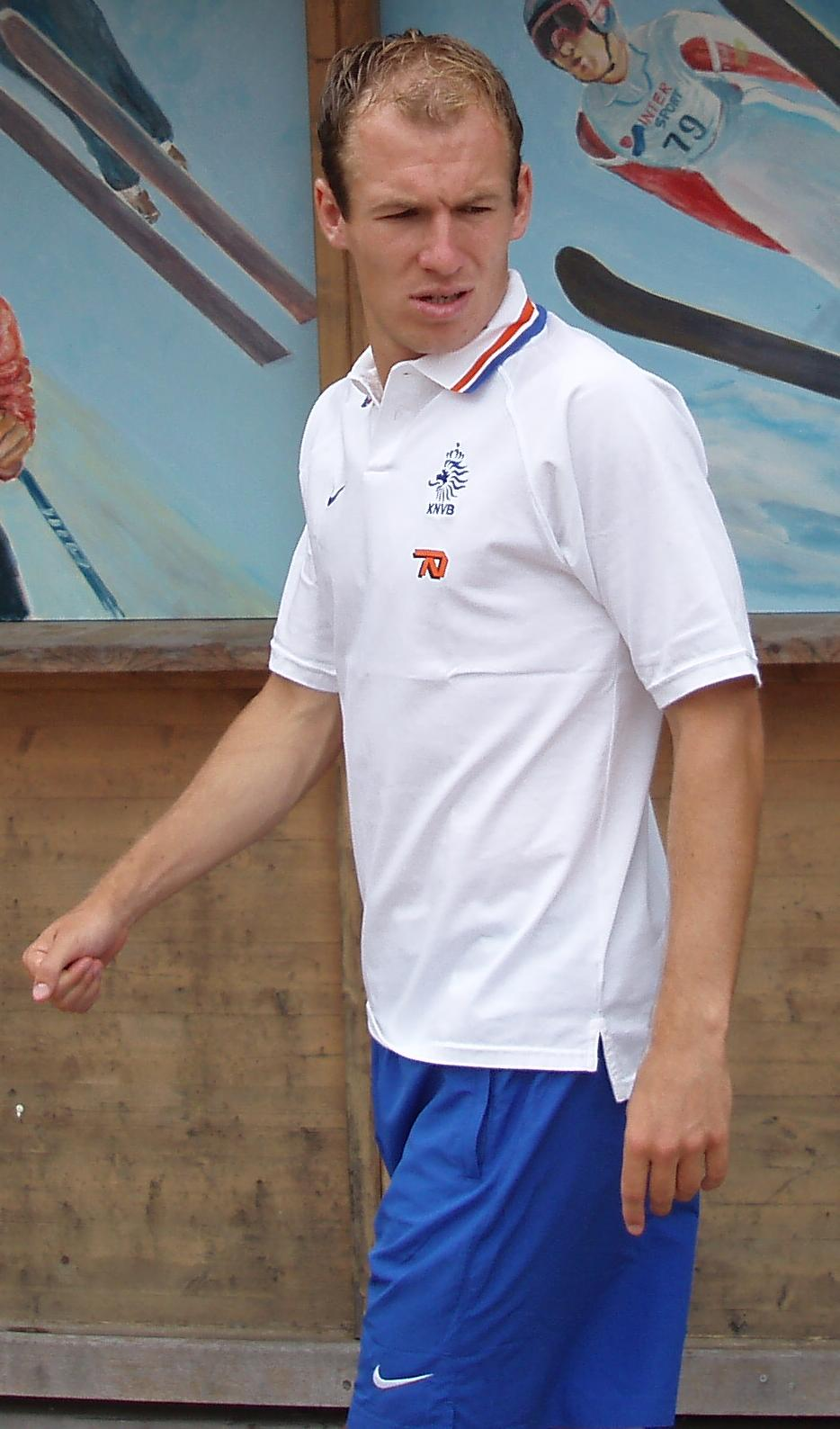
Arjen Robben zahájil v PSV svoji úspěšnou hráčskou kariéru

Během léta se do klubu vrátil Guus Hiddink zahajující druhou úspěšnou štaci.
Vyrovnaný boj o titul skončil pro PSV nakonec úspěchem, Ajax i Feyenoord se musely smířit se svým umístěním. O titulu se rozhodlo až v posledním kole, kdy PSV remizovalo 0:0 v Groningenu a skončilo o jediný bod před Ajaxem. Naopak zápasy Ligy mistrů dopadly neúspěšně, nizozemský tým na úvod prohrál doma s Arsenalem 0:4 a ani v dalších zápasech nezářil a logickým vyústěním bylo poslední čtvrté místo ve skupině a jediná výhra na kontě.
Finále domácího poháru PSV odepřel Utrecht, později šampion. Hiddink dokázal znovu stvořit dobrou obranu, inkasující 20 gólů za 34 ligových zápasů, na níž mohl stavět útok vedený hrotem Matejou Kežmanem, podporovaným křídly Arjenem Robbenem a Pak Či-songem.
Ročník 2003/04 zahájil neoslabený tým ziskem superpoháru poté, co porazil Utrecht 3:1.
Jednalo se ovšem o jedinou získanou trofej v následujících bojích a vůbec poprvé tak Hiddink čelil tomu, že na konci ročníku do vitríny nezamířila velká trofej.
Ajax měl v konečné tabulce náskok šesti bodů, zatímco tažení domácím pohárem skončilo ve čtvrtfinále proti NAC Breda. Ve skupině Ligy mistrů PSV narazilo na AS Monaco, Deportivo La Coruña a AEK Athény a přestože postup do další fáze skončil znovu nezdarem, třetí místo ho posunulo do Poháru UEFA. Italská Perugia ani francouzské Auxerre na PSV nevyzráli, ve čtvrtfinále se to však povedlo anglickému Newcastle United.
Léto 2004 připravilo Hiddinka o útočnou sílu Kežmana a Robbena, které zlákala Chelsea. Ta přivedla z PSV ještě skauta Pieta de Vissera. Uvolněného místa na hrotu se ujal na příležitost čekající Jan Vennegoor of Hesselink, na pravém křídle zůstal Pak Či-song a na levém křídle se uvedl Jefferson Farfán. Záloha se mohla opřít o zkušenosti navrátivšího se Phillipa Cocua, který se ve tříčlenné záloze postavil ke krajanovi Marku van Bommelovi a švýcarskému středopolaři Johannu Vogelovi,
dorazil rovněž Američan DaMarcus Beasley. Klub vyjednal hostování brazilského stopera Alexe, do brány se postavil Alexův krajan Heurelho Gomes.
Tomuto týmu se podařilo odstavit nizozemskou konkurenci a získat double. Desetibodového náskoku v konečné tabulce nizozemské Eredivisie bylo dosaženo nejen díky potentnímu útoku (89 vstřelených gólů), ale také kvůli obraně (18 obdržených gólů).
Ve finále domácího poháru KNVB pak PSV přehrálo Willem II 4:0. Úvodní zářijové skupinové utkání Ligy mistrů prohrálo PSV opět na hřišti Arsenalu 0:1 díky vlastnímu gólu Alexe.
Postup do osmifinále byl zajištěn po domácí remíze 1:1 právě s Arsenalem, který nakonec získal první místo. Dvojutkání proti Monaku zvládl nizozemský tým poměrem 3:0 celkově, ve čtvrtfinále proti Lyonu pak postoupil po souhrnném výsledku 2:2 díky pravidlu venkovních gólů.
Úvodní utkání semifinále proti AC Milán na jeho hřišti rozhodli milánští útočníci Andrij Ševčenko a Jon Dahl Tomasson, doma však PSV vešlo do vedení 2:0, čímž utkání spělo do prodloužení, o které PSV připravil v 91. minutě (tedy v nastaveném čase) Massimo Ambrosini. Cocu stihl zvýšit skóre na 3:1, ale na kýžený čtvrtý gól už nizozemskému mužstvu nezbyl čas.

## Úspěchy
- 26× vítěz nizozemského fotbalového mistrovství/Eredivisie: 1928–29, 1934–35, 1950–51, 1962–63, 1974–75, 1975–76, 1977–78, 1985–86, 1986–87, 1987–88, 1988–89, 1990–91, 1991–92, 1996–97, 1999–00, 2000–01, 2002–03, 2004–05, 2005–06, 2006–07, 2007–08, 2014–15, 2015–16, 2017–18, 2023–24, 2024–25
- 9× vítěz nizozemského poháru: 1949–50, 1973–74, 1975–76, 1987–88, 1988–89, 1989–90, 1995–96, 2004–05, 2011–12
- 11× vítěz nizozemského superpoháru: 1992, 1996, 1997, 1998, 2000, 2001, 2003, 2008, 2012, 2015, 2016

Zdroj:

## Známí hráči
- Arjen Robben
- Ibrahim Afellay
- Mark van Bommel
- Hans van Breukelen
- Phillip Cocu
- Memphis Depay
- Coen Dillen
- Ruud Gullit
- Ronald Koeman
- Wim Kieft
- René van de Kerkhof
- Willy van der Kuijlen
- Ruud van Nistelrooy
- Kevin Strootman
- Romário
- Ronaldo
- Alex
- Luc Nilis
- Eric Gerets
- Dries Mertens
- Timmy Simons
- Søren Lerby
- Mateja Kežman
- Balázs Dzsudzsák
- Pak Či-song
- Arouna Koné
- Ralf Edström

## Českoslovenští a čeští hráči v klubu
Zde je seznam československých a českých hráčů, kteří působili v PSV Eindhoven:
- Jozef Chovanec [22]
- Michal Sadílek [23]

## Trenéři

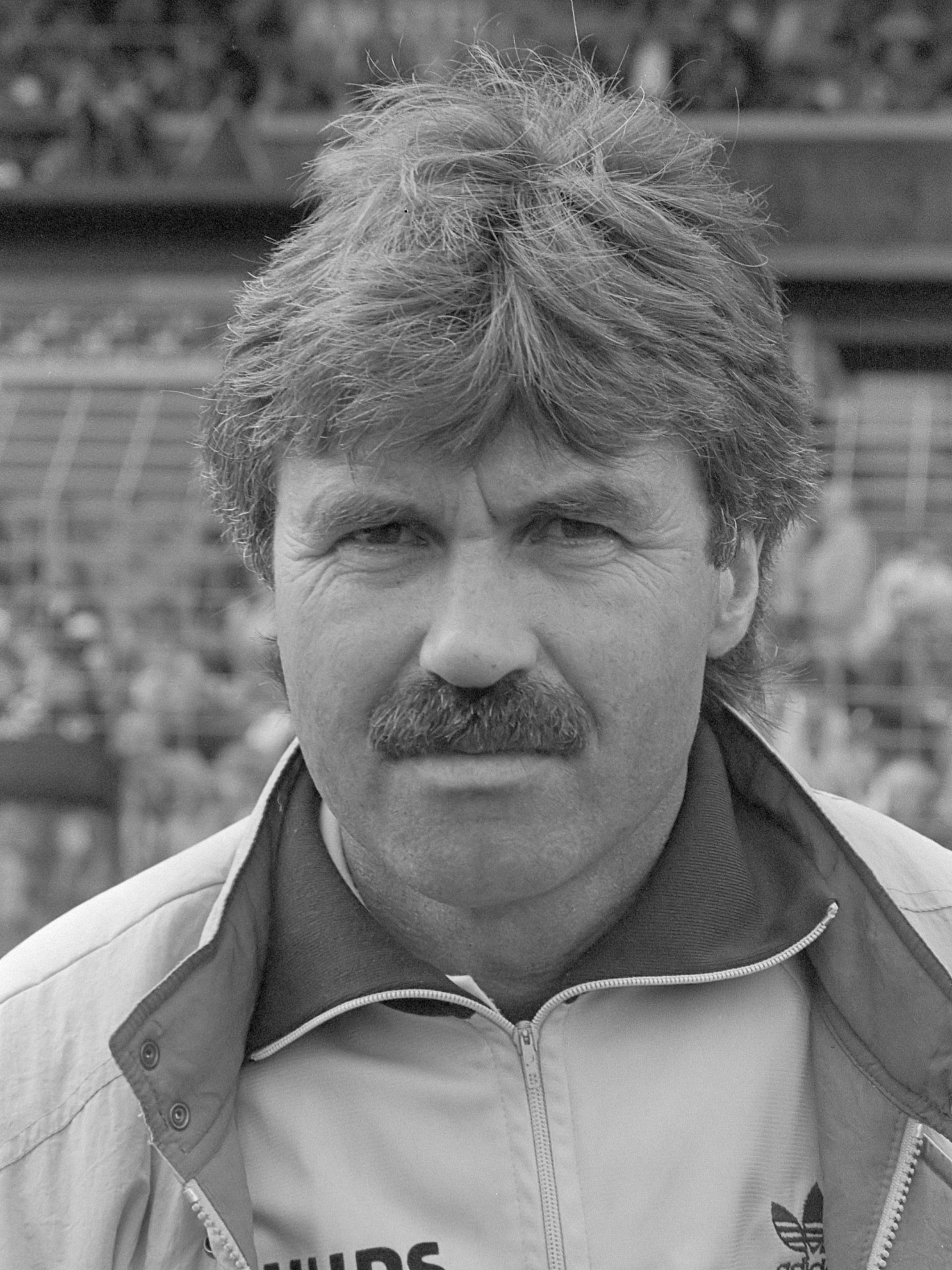
Trenér Guus Hiddink v roce 1986

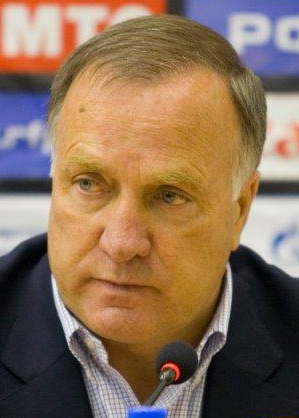
Dick Advocaat trénoval hráče PSV mezi roky 1994 až 1998, později se vrátil v roce 2012

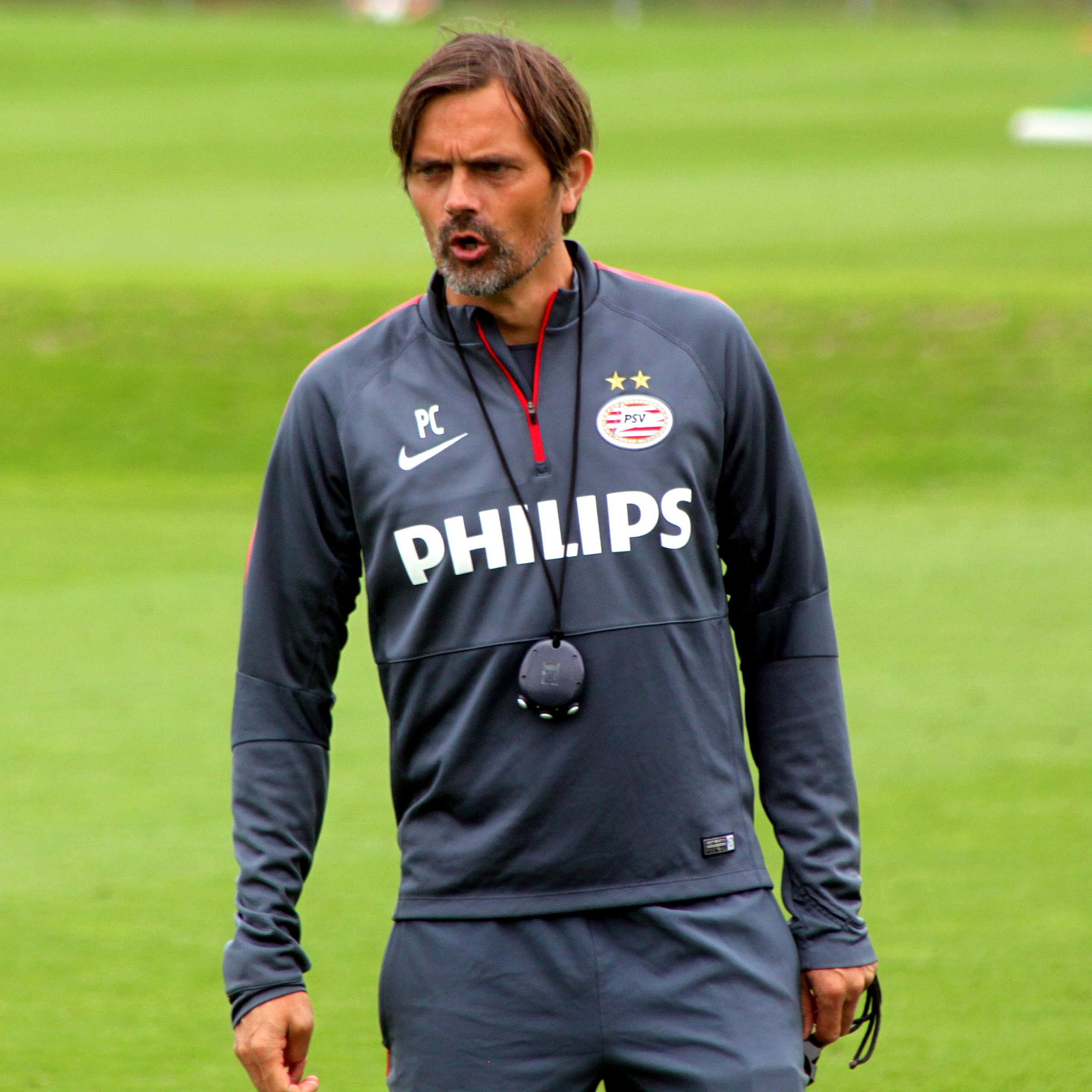
Bývalý fotbalista Phillip Cocu trénoval PSV též dvakrát

| Období od         | Období do         | Trenér                           |
| ----------------- | ----------------- | -------------------------------- |
| 1914              | 1916              | Kees Meijnders                   |
| 1920              | 1921              | Wout Buitenweg                   |
| 1921              | 1922              | Jan Vos                          |
| 1922              | 1926              | John Leavy                       |
| 1926              | 1927              | Ben Hoogstede                    |
| 1927              | 1928              | Ignaz Klein                      |
| 1928              | 1929              | Joop Klein Wentink               |
| 1929              | 1930              | Jack Hall                        |
| 1935              | 1938              | Samuel Wadsworth                 |
| 1938              | 1942              | Jan van den Broek                |
| 1942              | 1945              | Coen Delsen                      |
| 1945              | 1951              | Samuel Wadsworth                 |
| 1951              | 1952              | Harry Topping                    |
| 1952              | 1956              | Huub de Leeuw                    |
| 1956              | 1957              | Ljubiša Broćić                   |
| 1957              | 1959              | George Hardwick                  |
| 1959              | 1960              | Ljubiša Broćić & Kees van Dijcke |
| 1. července 1960  | 30. června 1962   | Franz Binder                     |
| 1. července 1962  | 30. června 1967   | Bram Appel                       |
| 1. července 1967  | 31. prosince 1967 | Milan Nikolić                    |
| 1. ledna 1968     | 30. června 1968   | Wim Blokland                     |
| 1. července 1968  | 30. června 1972   | Kurt Linder                      |
| 1. července 1972  | 24. ledna 1980    | Kees Rijvers                     |
| 25. ledna 1980    | 30. června 1982   | Jan Reker                        |
| 1. července 1980  | 30. června 1983   | Thijs Libregts                   |
| 1. července 1983  | 30. června 1986   | Jan Reker                        |
| 1. července 1986  | 15. března 1987   | Hans Kraay starší                |
| 16. března 1987   | 30. června 1990   | Guus Hiddink                     |
| 18. ledna 1989    | 30. června 1990   | Jacques De Wit                   |
| 1. července 1990  | 30. června 1992   | Bobby Robson                     |
| 1. července 1992  | 30. června 1993   | Hans Westerhof                   |
| 1. července 1993  | 28. října 1994    | Aad de Mos                       |
| 29. října 1994    | 14. prosince 1994 | Kees Rijvers                     |
| 16. prosince 1994 | 30. června 1998   | Dick Advocaat                    |
| 1. července 1998  | 30. června 1999   | Bobby Robson                     |
| 1. července 1999  | 31. května 2002   | Eric Gerets                      |
| 1. července 2002  | 30. června 2006   | Guus Hiddink                     |
| 1. července 2006  | 31. října 2007    | Ronald Koeman                    |
| 1. listopadu 2007 | 1. ledna 2008     | Jan Wouters                      |
| 2. ledna 2008     | 30. června 2008   | Sef Vergoossen                   |
| 1. července 2008  | 28. ledna 2009    | Huub Stevens                     |
| 29. ledna 2009    | 30. června 2009   | Dwight Lodeweges                 |
| 1. července 2009  | 12. března 2012   | Fred Rutten                      |
| 13. března 2012   | 30. června 2012   | Ernest Faber                     |
| 13. března 2012   | 30. června 2012   | Phillip Cocu                     |
| 1. července 2012  | 30. června 2013   | Dick Advocaat                    |
| 1. července 2013  | 30. června 2018   | Phillip Cocu                     |
| 1. července 2018  | 15. prosince 2019 | Mark van Bommel                  |
| 16. prosince 2019 | 30. června 2020   | Ernest Faber                     |
| 30. června 2020   | –                 | Roger Schmidt                    |